# Flageolet
Flageoletul este o tehnică interpretativă folosită pe instrumentele muzicale cu corzi, în care doar se atinge coarda, fără a apăsa, obținând sunete mai înalte. Această tehnică poate fi de două tipuri: naturală și artificială. În interpretarea flageoletelor naturale doar se apasă pe coardă, iar în interpretarea flageoletelor artificiale se apasă cu un deget pe coardă, iar cu altul se atinge coarda.